# 索爾特斯普林斯鎮區 (密蘇里州蘭道夫縣)
索爾特斯普林斯鎮區（英語：Salt Springs Township）是位於美國密蘇里州蘭道夫縣的一個行政鎮區。

## 地方資料
索爾特斯普林斯鎮區的面積為167.31平方千米，當中陸地面積為166.86平方千米，而水域面積為0.45平方千米。根據2020年美國人口普查的數據，當地共有人口2656人，而人口密度為每平方千米15.87人。